# Alaptus pusillus
Alaptus pusillus är en stekelart som beskrevs av Girault 1938. Alaptus pusillus ingår i släktet Alaptus och familjen dvärgsteklar. Inga underarter finns listade i Catalogue of Life.